# Livio Nabab
Livio Nabab (* 14. Juni 1988 in Les Abymes, Guadeloupe) ist ein französischer ehemaliger Fußballspieler.

## Karriere

### Verein
Nabab begann das Fußballspielen in seiner Heimat Guadeloupe und wechselte 2006 ins französische Mutterland, wo er in die Reservemannschaft des Profiklubs SM Caen aufgenommen wurde. In seiner ersten Saison lief er noch nicht für das viertklassige Team auf, avancierte in der darauffolgenden Spielzeit aber zum Stammspieler der Reserve. Nachdem er von 2007 bis 2009 regelmäßig in der vierten Liga gespielt und gute Leistungen gezeigt hatte, wurde er am Ende der Saison 2008/09 erstmals in den Profikader berufen. Dabei gelang ihm sein Debüt, als er beim 0:0 gegen den FC Toulouse am 4. April 2009 in der 87. Minute eingewechselt wurde. Nabab bestritt zwei weitere Partien und unterzeichnete im Sommer desselben Jahres seinen ersten Profivertrag für den am Ende der Spielzeit in die zweite Liga abgestiegenen Verein. Allerdings hatte dieser keine signifikante Verbesserung der Einsatzdaten des Spielers zur Folge und Nabab kam in seinem zweiten Jahr nicht über vier Zweitligaspiele hinaus. Dennoch konnte er die Rückkehr in die erste Liga feiern, wo er mit acht Spielen in der Hinrunde 2010/11 deutlich häufiger für Caen auflief. 
Im Januar 2011 wurde der Profi für ein halbes Jahr an den Zweitligisten Stade Laval ausgeliehen, wo er zum Stammspieler avancierte, auch wenn er zwischenzeitlich mit einer Verletzung zu kämpfen hatte. Dieselbe Rolle nahm der Mittelfeldakteur auch nach seiner Rückkehr zu Caen im Sommer 2011 ein. 2012 musste er mit der Mannschaft den Abstieg in die zweite Liga hinnehmen und konnte nach diesem seinen Stammplatz festigen. Anfang September 2013 wechselte er zum Ligarivalen AC Arles-Avignon, wo er ebenfalls einen Platz in der ersten Elf erhielt.
Am 24. Juli 2014 wurde bekanntgegeben, dass Nabab zum Ligakonkurrenten AJ Auxerre wechselt. Er erhielt dort einen Vertrag für zwei Jahre mit automatischer Verlängerung um ein weiteres Jahr im Falle eines erfolgreichen Aufstiegs in die Ligue 1. 2015 folgte bereits sein Wechsel zum belgischen Erstligisten Waasland-Beveren, wo er sich zunächst mit einer Rolle als Ergänzungsspieler begnügen musste. 2016 folgte dann der Wechsel zurück nach Frankreich zu Zweitligist US Orléans. Zwei Jahre später unterschrieb er einen Vertrag beim Ligarivalen FC Bourg-Péronnas und seit 2020 steht er bei Viertligist US Granville unter Vertrag.

### Nationalmannschaft
Sein erstes Spiel für die Fußballnationalmannschaft von Guadeloupe bestritt Nabab im Jahr 2008 und somit zu einem Zeitpunkt, zu dem er bei Caen noch nicht den Durchbruch in die erste Mannschaft geschafft hatte, sondern mit der Reserve in der vierten Liga antrat. Er hatte zuvor acht Länderspiele bestritten, als er 2011 für den Gold Cup, dem wichtigsten Turnier des nordamerikanischen Verbands CONCACAF, berücksichtigt wurde. Bei zwei von drei Spielen seiner Mannschaft stand er auf dem Platz, schied mit ihr jedoch bereits nach der Vorrunde aus. Nach fast fünfjähriger Pause wurde er 2016 erneut in die Auswahl berufen und bestritt vier Spiele. Auch 2018 kam er zu einem weiteren Einsatz für Guadeloupe.